# Svenska medaljer vid olympiska vinterspel

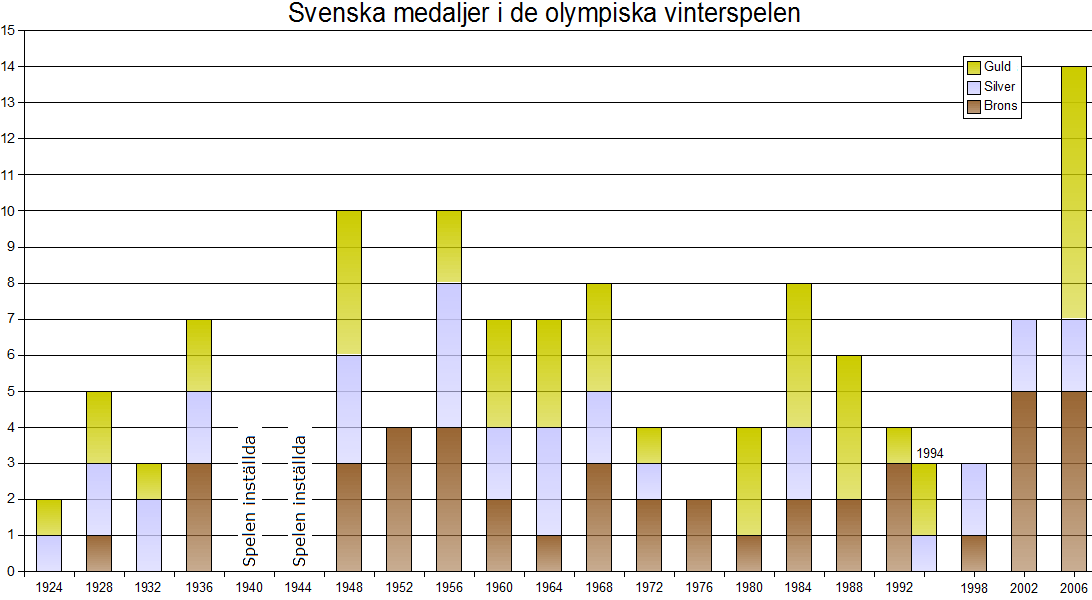
Diagram över svenska medaljer vid respektive vinter-OS.

Listor över svenska medaljer vid olympiska vinterspel, både totalt för varje spel och över samtliga svenska medaljörer.

## Medaljtoppen
Tabell över antalet svenska medaljer vid de olympiska vinterspelen fördelade per OS. De olika olympiska spelen rankas först efter hur många guld de svenska deltagarna har vunnit, därefter antal vunna silver och därefter antal vunna brons. Tabellen är sorterbar, så det går att se Sveriges placering år efter år eller totalt antal vunna medaljer. 
| Placering | År   | Land        | Plats                  | Guld | Silver | Brons | Placering efter antal guld | Antal medaljer |
| --------- | ---- | ----------- | ---------------------- | ---- | ------ | ----- | -------------------------- | -------------- |
| 1         | 2022 | Kina        | Peking                 | 8    | 5      | 5     | 5                          | 18             |
| 2         | 2018 | Sydkorea    | Pyeongchang            | 7    | 6      | 1     | 6                          | 14             |
| 3         | 2006 | Italien     | Turin                  | 7    | 2      | 5     | 6                          | 14             |
| 4         | 2010 | Kanada      | Vancouver              | 5    | 2      | 4     | 7                          | 11             |
| 5         | 1948 | Schweiz     | Sankt Moritz           | 4    | 3      | 3     | 1                          | 10             |
| 6         | 1984 | Jugoslavien | Sarajevo               | 4    | 2      | 2     | 5                          | 8              |
| 7         | 1988 | Kanada      | Calgary                | 4    | 0      | 2     | 5                          | 6              |
| 8         | 1964 | Österrike   | Innsbruck              | 3    | 3      | 1     | 7                          | 7              |
| 9         | 1968 | Frankrike   | Grenoble               | 3    | 2      | 3     | 7                          | 8              |
| 10        | 1960 | USA         | Squaw Valley           | 3    | 2      | 2     | 5                          | 7              |
| 11        | 1980 | USA         | Lake Placid            | 3    | 0      | 1     | 5                          | 4              |
| 12        | 2014 | Ryssland    | Sotji                  | 2    | 7      | 6     | 14                         | 15             |
| 13        | 1956 | Italien     | Cortina d'Ampezzo      | 2    | 4      | 4     | 5                          | 10             |
| 14        | 1936 | Tyskland    | Garmisch-Partenkirchen | 2    | 2      | 3     | 3                          | 7              |
| 15        | 1928 | Schweiz     | Sankt Moritz           | 2    | 2      | 1     | 3                          | 5              |
| 16        | 1994 | Norge       | Lillehammer            | 2    | 1      | 0     | 10                         | 3              |
| 17        | 1932 | USA         | Lake Placid            | 1    | 2      | 0     | 3                          | 3              |
| 18        | 1972 | Japan       | Sapporo                | 1    | 1      | 2     | 10                         | 4              |
| 19        | 1924 | Frankrike   | Chamonix               | 1    | 1      | 0     | 7                          | 2              |
| 20        | 1992 | Frankrike   | Albertville            | 1    | 0      | 3     | 13                         | 4              |
| 21        | 2002 | USA         | Salt Lake City         | 0    | 2      | 5     | 19                         | 7              |
| 22        | 1998 | Japan       | Nagano                 | 0    | 2      | 1     | 17                         | 3              |
| 23        | 1952 | Norge       | Oslo                   | 0    | 0      | 4     | 10                         | 4              |
| 24        | 1976 | Österrike   | Innsbruck              | 0    | 0      | 2     | 14                         | 2              |
|           |      |             | Totalt                 | 65   | 51     | 60    |                            | 169            |

1. ↑  Nuvarande Bosnien och Hercegovina.

## Medaljörer

### Chamonix 1924

#### Guld
- Gillis Grafström, konståkning herrar

#### Silver
- Carl August Kronlund, Carl Axel Pettersson, Erik Severin, Karl Wahlberg, Victor Wetterström, Carl Wilhelm Petersén, Johan Petter Åhlén, Ture Ödlund, curling[1]

### St. Moritz 1928

#### Guld
- Per Erik Hedlund, längdåkning 50 km
- Gillis Grafström, konståkning herrar

#### Silver
- Gustaf Jonsson, längdåkning 50 km
- Nils Johansson, Kurt Sucksdorff, Carl Abrahamsson, Henry Johansson, Sigfrid Öberg, Emil Bergman, Ernst Karlberg, Gustaf Johansson, Wilhelm Petersén, Birger Holmqvist, Bertil Linde, Erik Larsson, Ishockey

#### Brons
- Volger Andersson, längdåkning 50 km

### Lake Placid 1932

#### Guld
- Sven Utterström, längdåkning 18 km

#### Silver
- Axel Wikström, längdåkning 18 km
- Gillis Grafström, konståkning herrar

### Garmisch-Partenkirchen 1936

#### Guld
- Erik Larsson, längdåkning 18 km
- Elis Wiklund, längdåkning 50 km

#### Silver
- Axel Wikström, längdåkning 50 km
- Sven Eriksson (senare Selånger), backhoppning

#### Brons
- Nils-Joel Englund, längdåkning 50 km
- John Berger, Erik Larsson, Arthur Häggblad, Martin Matsbo, längdåkning stafett 4 x 10 km
- Vivi-Anne Hultén, konståkning damer

### St. Moritz 1948

#### Guld
- Martin Lundström, längdåkning 18 km
- Nils ”Mora-Nisse” Karlsson, längdåkning 50 km
- Nils Östensson, Nils Täpp, Gunnar Eriksson, Martin Lundström, längdåkning stafett 4 x 10 km
- Åke Seyffarth, skridsko 10 000 m

#### Silver
- Nils Östensson, längdåkning 18 km
- Harald Eriksson, längdåkning 50 km
- Åke Seyffarth, skridsko 1 500 m

#### Brons
- Gunnar Eriksson, längdåkning 18 km
- Sven Israelsson, nordisk kombination
- Göthe Hedlund, skridsko 5 000 m

### Oslo 1952

#### Brons
- Nils Täpp, Sigurd Andersson, Enar Josefsson, Martin Lundström, längdåkning stafett 4 x 10 km herrar
- Karl Holmström, backhoppning
- Carl-Erik Asplund, skridsko 10 000 m herrar
- Göte Almqvist, Hans Andersson (senare Tvilling), Stig Andersson (senare Tvilling), Åke Andersson, Lasse Björn, Göte Blomqvist, Thord Flodqvist, Erik Johansson, Gösta Johansson, Rune Johansson, Sven Johansson (senare Tumba), Holger Nurmela, Lars Pettersson, Lars Svensson, Sven Thunman, Hans Öberg, Åke Lassas, ishockey

### Cortina d'Ampezzo 1956

#### Guld
- Sixten Jernberg, längdåkning 50 km herrar
- Sigvard Ericsson, skridsko 10 000 m herrar

#### Silver
- Sixten Jernberg, längdåkning 15 km herrar
- Sixten Jernberg, längdåkning 30 km herrar
- Bengt Eriksson,  nordisk kombination
- Sigvard Ericsson, skridsko 5 000 m herrar

#### Brons
- Sonja Edström, 10 km damer
- Lennart Larsson, Gunnar Samuelsson. Per-Erik Larsson, Sixten Jernberg, längdåkning stafett 4 x 10 km herrar
- Irma Johansson, Anna-Lisa Eriksson, Sonja Edström, längdåkning stafett 3 x 5 km damer
- Stig Sollander, slalom herrar

### Squaw Valley 1960

#### Guld
- Sixten Jernberg, längdåkning 30 km herrar
- Irma Johansson, Britt Strandberg, Sonja Edström, längdåkning stafett 3 x 5 km damer
- Klas Lestander, skidskytte 20 km herrar

#### Silver
- Sixten Jernberg, längdåkning 15 km herrar
- Rolf Rämgård, längdåkning 30 km herrar

#### Brons
- Rolf Rämgård, längdåkning 50 km herrar
- Kjell Bäckman, skridsko 10 000 m herrar

### Innsbruck 1964

#### Guld
- Sixten Jernberg, längdåkning 50 km herrar
- Karl-Åke Asph, Sixten Jernberg, Janne Stefansson, Assar Rönnlund, längdåkning stafett 4 x 10 km herrar
- Jonny Nilsson, skridsko 10 000 m herrar

#### Silver
- Assar Rönnlund, längdåkning 50 km herrar
- Barbro Martinsson, Britt Strandberg, Toini Gustafsson, längdåkning stafett 3 x 5 km damer
- Anders Andersson, Gert Blomé, Lennart Häggroth, Lennart Johansson, Nils Johansson, Sven Johansson (senare Tumba), Lars-Eric Lundvall, Eilert Määttä, Hans Mild, Nils Nilsson, Bert-Ola Nordlander, Carl-Göran Öberg, Uno Öhrlund, Ronald Pettersson, Ulf Sterner, Roland Stoltz, Kjell Svensson, ishockey

#### Brons
- Sixten Jernberg, längdåkning 15 km herrar

### Grenoble 1968

#### Guld
- Toini Gustafsson, längdåkning 5 km damer
- Toini Gustafsson, längdåkning 10 km damer
- Johnny Höglin, skridsko 10 000 m herrar

#### Silver
- Jan Halvarsson, Bjarne Andersson, Gunnar Larsson, Assar Rönnlund, längdåkning stafett 4 x 10 km herrar
- Britt Strandberg, Toini Gustafsson, Barbro Martinsson, längdåkning stafett 3 x 5 km damer

#### Brons
- Gunnar Larsson, längdåkning 15 km herrar
- Lars-Göran Arwidson, Tore Eriksson, Olle Petrusson, Holmfrid Olsson, skidskytte stafett 4 x 7,5 km herrar
- Örjan Sandler, skridsko 10 000 m herrar

### Sapporo 1972

#### Guld
- Sven-Åke Lundbäck, längdåkning 15 km herrar

#### Silver
- Hasse Börjes, skridsko 500 m herrar

#### Brons
- Lars-Göran Arwidson, skidskytte 20 km herrar
- Göran Claeson, skridsko 1 500 m herrar

### Innsbruck 1976

#### Brons
- Benny Södergren, längdåkning 50 km herrar
- Ingemar Stenmark, storslalom herrar

### Lake Placid 1980

#### Guld
- Thomas Wassberg, längdåkning 15 km herrar
- Ingemar Stenmark, slalom herrar
- Ingemar Stenmark, storslalom herrar

#### Brons
- Pelle Lindbergh, William Löfqvist, Tomas Jonsson, Sture Andersson, Ulf Weinstock, Per Lundqvist, Mats Åhlberg, Leif Holmgren, Bo Berglund, Jan Eriksson, Tommy Samuelsson, Mats Waltin, Thomas Eriksson, Dan Söderström, Lars Molin, Håkan Eriksson, Mats Näslund, Lennart Norberg, Bengt Lundholm, ishockey

### Sarajevo 1984

#### Guld
- Gunde Svan, längdåkning 15 km herrar
- Thomas Wassberg, längdåkning 50 km herrar
- Thomas Wassberg, Benny Kohlberg, Jan Ottosson, Gunde Svan, längdåkning stafett 4 x 10 km herrar
- Tomas Gustafson, skridsko 5 000 m herrar

#### Silver
- Gunde Svan, längdåkning 50 km herrar
- Tomas Gustafson, skridsko 10 000 m herrar

#### Brons
- Gunde Svan, längdåkning 30 km herrar
- Thomas Åhlén, Per-Erik Eklund, Thom Eklund, Bo Ericsson, Håkan Eriksson, Göran Lindblom, Tommy Mörth, Håkan Nordin, Tomas Sandström, Håkan Södergren, Mats Thelin, Peter Gradin, Mats Hessel, Michael Hjälm, Michael Thelvén, Mats Waltin, Göte Wälitalo, Rolf Ridderwall, Jens Öhling, Thomas Rundqvist, ishockey

### Calgary 1988

#### Guld
- Gunde Svan, längdåkning 50 km herrar
- Jan Ottosson, Thomas Wassberg, Gunde Svan, Torgny Mogren, längdåkning stafett 4 x 10 km herrar
- Tomas Gustafson, skridsko 5 000 m herrar
- Tomas Gustafson, skridsko 10 000 m herrar

#### Brons
- Thom Eklund, Michael Hjälm, Jens Öhling, Thomas Rundqvist, Håkan Södergren, Bo Berglund, Lars Molin, Peter Andersson, Mikael Johansson, Mikael Andersson, Anders Eldebrink, Peter Eriksson, Thomas Eriksson, Lars Ivarsson, Lars Karlsson, Tommy Samuelsson, Mats Kihlström, Peter Lindmark, Ulf Sandström, Peter Åslin, Lars-Gunnar Pettersson, Jonas Bergqvist, Ishockey
- Lars-Börje "Bulan" Eriksson, Super-G

### Albertville 1992

#### Guld
- Pernilla Wiberg, storslalom damer

#### Brons
- Christer Majbäck, längdåkning 10 km jaktstart herrar
- Mikael Löfgren, skidskytte 20 km herrar
- Ulf Johansson, Leif Andersson, Tord Wiksten, Mikael Löfgren, skidskytte stafett 4 x 7,5 km herrar

### Lillehammer 1994

#### Guld
- Pernilla Wiberg, kombination damer
- Håkan Algotsson, Tomas Jonsson, Christian Due-Boije, Patrik Juhlin, Leif Rohlin, Roger Hansson, Håkan Loob, Fredrik Stillman, Stefan Örnskog, Niklas Eriksson, Jonas Bergqvist, Kenny Jönsson, Jörgen Jönsson, Peter Forsberg, Charles Berglund, Magnus Svensson, Andreas Dackell, Mats Näslund, Patric Kjellberg, Roger Johansson, Tommy Salo, Daniel Rydmark, ishockey herrar

#### Silver
- Marie Lindgren, freestyle hopp damer

### Nagano 1998

#### Silver
- Pernilla Wiberg, störtlopp damer
- Niklas Jonsson, längdåkning 50 km herrar

#### Brons
- Elisabet Gustafson, Margaretha Lindahl, Louise Marmont, Katarina Nyberg, Elisabeth Persson, Curling damer

### Salt Lake City 2002

#### Silver
- Anja Pärson, storslalom, damer
- Richard Rickardsson, snowboard, parallellstorslalom, herrar

#### Brons
- Anja Pärson, slalom, damer
- Per Elofsson, längdåkning, 10 km jaktstart, herrar
- Magdalena Forsberg, skidskytte 7,5 km, damer
- Magdalena Forsberg, skidskytte 15 km, damer
- Anna Vikman, Therése Sjölander, Evelina Samuelsson, Nanna Jansson, Erika Holst, Emelie Berggren, Anna Andersson, Danijela Rundqvist, Ylva Lindberg, Maria Larsson, Gunilla Andersson, Joa Elfsberg, Ann-Louise Edstrand, Kristina Bergstrand, Lotta Almblad, Kim Martin, Annica Åhlén, Maria Rooth, Josefin Pettersson, Ulrica Lindström, ishockey, damer

### Turin 2006

#### Guld
- Anna Dahlberg/Lina Andersson, längdåkning, sprintstafett damer
- Thobias Fredriksson/Björn Lind,  längdåkning, sprintstafett herrar
- Björn Lind, längdåkning, sprint herrar
- Anna Carin Olofsson, skidskytte, masstart damer
- Anja Pärson, slalom damer
- Anette Norberg, Eva Lund, Cathrine Lindahl, Anna Svärd, curling, damer
- Christian Bäckman, Niclas Hävelid, Kenny Jönsson, Niklas Kronwall, Nicklas Lidström, Peter Forsberg, Mikael Samuelsson, Mattias Öhlund, Ronnie Sundin, Daniel Tjärnqvist, Daniel Alfredsson, Per-Johan Axelsson, Henrik Lundqvist, Mika Hannula, Tomas Holmström, Jörgen Jönsson, Fredrik Modin, Samuel Påhlsson, Mikael Tellqvist, Daniel Sedin, Henrik Sedin, Mats Sundin, Henrik Zetterberg, Stefan Liv, ishockey, herrar

#### Silver
- Anna Carin Olofsson, skidskytte, sprint damer
- Gunilla Andersson, Jenni Asserholt, Joa Elfsberg, Emma Eliasson, Ylva Lindberg, Jenny Lindqvist, Kristina Lundberg, Frida Nevalainen, Therése Sjölander, Katarina Timglas, Anna Vikman, Ann-Louise Edstrand, Erika Holst, Nanna Jansson, Pernilla Winberg, Cecilia Andersson, Kim Martin, Emelie O'Konor, Maria Rooth, Danijela Rundqvist, ishockey

#### Brons
- Thobias Fredriksson, längdåkning, sprint herrar
- Mats Larsson, Johan Olsson, Anders Södergren, Mathias Fredriksson, längdåkning stafett 4 x 10 km
- Anja Pärson, störtlopp damer
- Anja Pärson, kombination damer
- Anna Ottosson, storslalom damer

### Vancouver 2010

#### Guld
- Charlotte Kalla, 10 km fristil Längdskidor damer
- Björn Ferry, 15 km jaktstart skidskytte herrar
- Marcus Hellner, 30 kilometer (15 kilometer + 15 kilometer) dubbeljakt herrar
- Daniel Rickardsson, Johan Olsson, Anders Södergren och Marcus Hellner, Stafett 4 x 10 km
- Anette Norberg, Eva Lund, Cathrine Lindahl, Anna Le Moine (tidigare Svärd, född Bergström), curling, damer

#### Silver
- Anna Haag, 2*7,5 km jaktstart Längdskidor damer
- Anna Haag/Charlotte Kalla, sprint stafett Längdskidor damer

#### Brons
- Anja Pärson, kombination damer
- Johan Olsson, 30 kilometer (15 kilometer + 15 kilometer) dubbeljakt herrar
- André Myhrer, slalom herrar
- Johan Olsson, 50 kilometer klassisk herrar

### Sotji 2014

#### Guld
- Ida Ingemarsdotter, Emma Wikén, Anna Haag, och Charlotte Kalla, Stafett 4 x 5 km, Längdskidor, damer
- Lars Nelson, Daniel Rickardsson, Johan Olsson, och Marcus Hellner, Stafett 4 x 10 km, Längdskidor, herrar

#### Silver
- Margaretha Sigfridsson, Maria Wennerström, Christina Bertrup, och Maria Prytz, Curling, damer
- Charlotte Kalla, 10 km klassiskt, Längdskidor, damer
- Johan Olsson, 15 km klassiskt, Längdskidor, herrar
- Charlotte Kalla, Skiathlon, Längdskidor, damer
- Marcus Hellner, Skiathlon, Längdskidor, herrar
- Teodor Peterson, Sprint, Längdskidor, herrar
- Daniel Alfredsson, Nicklas Bäckström, Patrik Berglund, Alexander Edler, Oliver Ekman-Larsson, Jhonas Enroth, Jimmie Ericsson, Jonathan Ericsson, Loui Eriksson, Jonas Gustavsson, Carl Hagelin, Niklas Hjalmarsson, Marcus Johansson, Erik Karlsson, Niklas Kronwall, Marcus Krüger, Gabriel Landeskog, Henrik Lundqvist, Gustav Nyquist, Johnny Oduya, Daniel Sedin, Jakob Silfverberg, Alexander Steen, Henrik Tallinder och Henrik Zetterberg, Ishockey herrar

#### Brons
- Niklas Edin, Sebastian Kraupp, Fredrik Lindberg, och Viktor Kjäll, Curling, herrar
- Anna Holmlund, Skicross, Freestyle, damer
- Daniel Richardsson, 15 km klassiskt, Längdskidor, herrar
- Emil Jönsson, Sprint, Längdskidor, herrar
- Ida Ingemarsdotter och Stina Nilsson, Teamsprint, Längdskidor, damer
- Emil Jönsson och Teodor Peterson, Teamsprint, Längdskidor, herrar

### Pyeongchang 2018

#### Guld
- Charlotte Kalla, längdskidor, skiathlon, damer
- Stina Nilsson, längdskidor, sprint, damer
- Hanna Öberg, skidskytte, damer
- Frida Hansdotter, slalom, damer
- André Myhrer, slalom, herrar
- Peppe Femling, Jesper Nelin, Sebastian Samuelsson och Fredrik Lindström, skidskytte, stafett 4x7,5 km, herrar
- Anna Hasselborg, Sara McManus, Agnes Knochenhauer, Sofia Mabergs och Jennie Wåhlin, curling, damer

#### Silver
- Sebastian Samuelsson, skidskytte, jaktstart, herrar
- Charlotte Kalla, längdskidor, 10 km, damer
- Ebba Andersson, Stina Nilsson, Anna Haag, och Charlotte Kalla, längdskidor, stafett 4x5 km, damer
- Charlotte Kalla och Stina Nilsson, stafett sprint, Längdskidor, damer
- Linn Persson, Mona Brorsson, Anna Magnusson, och Hanna Öberg, stafett 4x6 km, skidskytte, damer
- Niklas Edin, Oskar Eriksson, Rasmus Wranå, Christoffer Sundgren och Henrik Leek, curling, herrar

#### Brons
- Stina Nilsson, längdskidor, 30 km, damer

### Beijing 2022

#### Guld
- Walter Wallberg - Puckelpist 5 februari 2022, herrar
- Nils van der Poel - skridsko - 5000 m 6 februari 2022, herrar
- Nils van der Poel - skridsko - 10 000 m 11 februari 2022, herrar
- Sara Hector - Alpint - Storslalom 7 februari 2022, damer
- Jonna Sundling - Sprint, längdskidåkning 8 februari 2022, damer
- Linn Persson, Mona Brorsson, Hanna Öberg, Elvira Öberg - Skidskytte, stafett 4x5 16 februari 2022, damer
- Sandra Näslund - Skicross 17 februari 2022, damer
- Niklas Edin, Oskar Eriksson, Rasmus Wranå, Daniel Magnuson och Christoffer Sundgren - curling, 19 februari 2022, herrar

#### Silver
- Maja Dahlqvist - Sprint, längdskidor 8 februari 2022, damer
- Elvira Öberg - Skidskytte - 7,5 km sprint, 11 februari 2022, damer
- Elvira Öberg - Skidskytte - 10 km jaktstart, 13 februari 2022, damer
- Maja Dahlqvist, Jonna Sundling - Längdskidor - Sprint, stafett 6x1,5, 16 februari 2022, damer
- Martin Ponsiluoma - Skidskytte - 15 km masstart, 18 februari 2022, herrar

#### Brons
- Almida de Val och Oskar Eriksson - Curling 8 februari 2022, mixed
- Henrik Harlaut - Freestyle  - Big air 9 februari 2022, herrar
- Maja Dahlqvist, Ebba Andersson, Frida Karlsson, Jonna Sundling - längdskidor, stafett 4x5 km, 12 februari 2022, damer
- Jesper Tjäder - Slopestyle, 16 februari 2022, herrar
- Anna Hasselborg, Sara McManus, Agnes Knochenhauer, Sofia Mabergs och Johanna Heldin - curling, 19 februari 2022, damer

## Fotnoter
1. ↑  Curling var 1924 en demonstrationssport, men fick i efterhand (2009) status som officiell olympisk gren av IOK”Arkiverade kopian”. Arkiverad från originalet den 23 maj 2012. https://web.archive.org/web/20120523140614/http://www.sok.se/olympiskhistoria/olympiskaspel/olympiskaspel/chamonix1924.5.18ea16851076df63622800010228.html. Läst 5 oktober 2011.